# Парафилия (сексология)
Парафили́я (др.-греч. παρά- «за пределами» + φιλία «любовь»; синонимы: сексуа́льная девиа́ция — от лат. dēviātiō «отклонение»; гиперпа́тия — от др.-греч. ὑπέρ «над, сверх» + πάθος «страсть»; парерозия; сексуальная парэстезия; перве́рсия — лат. perversiō от perversus «перевёрнутый; извращённый»; разг. извраще́ние) — все виды (атипичного) интенсивного и устойчивого сексуального интереса, за исключением сексуального интереса к генитальной стимуляции и подготовительным ласкам с живым фенотипически нормальным, согласным и половозрелым человеческим субъектом.
Парафилия, сама по себе, согласно американской психиатрической классификации DSM-5, не является психическим расстройством, но им является парафили́ческое расстро́йство — парафилия, которая косвенно причиняет дистресс по причине эгодистонии или вызывает нарушения функционирования в важных сферах деятельности, либо несёт риск причинения вреда другим.
Существуют устаревшие понятия «половая психопатия» и «половое извращение», последнее в разговорной речи может применяться для обозначения полового поведения человека, которое не соответствует принятым в обществе половым нормам. В современной медицине оно не употребляется. Определение того, что делает сексуальный интерес нормальным или нетипичным, остаётся спорным.

## Понятия парафилии и парафилического расстройства
Согласно DSM-5, к парафилиям может быть отнесён любой интенсивный и устойчивый сексуальный интерес, кроме сексуального интереса к генитальной стимуляции или к подготовительным ласкам с фенотипически нормальным согласным живым половозрелым человеческим субъектом. Глава рабочей подгруппы по парафилиям, ответственной за составление соответствующей части в DSM-5, Рей Блэнчард привёл следующие примеры «нормофилий» (общепринятого термина для обозначения непарафилического сексуального интереса): куннилингус, фелляция, анальное проникновение пальцами (фингеринг), фаллоимитатором, пенисом, межбедренный секс, взаимная мастурбация, поцелуи и ласки. В качестве примеров парафилий Блэнчард привёл сексуальный интерес к клизме, фекалиям или моче, предпочтение ампутантов, парализованных лиц или лиц с физическими деформациями, сексуальный интерес к бондажу, порке, нанесению ран, гипоксии, обсценным телефонным звонкам, к чихающим или курящим лицам.
Сексологом Чарльзом Алленом Моузером(англ. Charles Allen Moser) было подвергнуто резкой критике определение парафилии Блэнчарда, в частности её дефиниция через то, чем она не является, произвольный фокус на копуляции (к моменту написания статьи Моузером в определении парафилии упоминались вместо генитальной стимуляции и подготовительных ласк к ней копуляторное и прекопуляторное поведение), неясность, что из себя представляет фенотипически «нормальный» субъект (например, женщины с хирургически увеличенной грудью могут считаться фенотипически ненормальными субъектами), а также упоминание в определении понятия согласия, которое носит больше юридический характер, а не медицинский. Также он проанализировал список сексуальных интересов, предложенных Блэнчардом как пример «нормофилий» и парафилий, и пришёл к выводу, что они не очень удачны. Например, почему анальное проникновение фаллоимитатором — нормофилия, а клизмой — парафилия? Кроме того, американским сексологом был подвергнут критике и сексизм в DSM-5: женщина может надевать красивое бельё, чтобы чувствовать себя более сексуально во время генитальной стимуляции, но если это делает мужчина, то это парафилия (трансвестизм); если женщине сексуально нравятся традиционные отношения с доминирующим мужчиной, то это нормофилия, если же мужчина наслаждается подчинённой ролью с доминирующей женщиной, то имеет место парафилия (мазохизм). Моузер в своей статье также выразил мнение, что, возможно, граница между парафилией и нормофилией лишь культурно обусловлена, и, следовательно, объективно она может не существовать вообще.
Проблема определения парафилий — это не единственная проблема психиатрии, существуют более фундаментальные, например проблема определения психического расстройства: что есть психическое здоровье и болезнь? Психиатр Аллен Фрэнсис(англ. Allen Frances) в 2010 году заявил, что современное определение психического расстройства — это ерунда (англ. there is no definition of a mental disorder. It's bullshit. I mean, you just can't define it). Парафилии не соответствуют современному определению психического расстройства. В связи с этим была введена категория в DSM-5 «парафилическое расстройство», которая ему соответствует. Но и эта категория была подвергнута резкой критике, в том числе американским сексологом Моузером, канадским сексологом Полом Федороффом (англ. Paul Fedoroff), американским философом науки Патриком Синджи (англ. Patric Singy).
Идея различения необычного сексуального интереса (парафилии) от патологии (парафилического расстройства) не нова, она уже неявно была принята в DSM-III-R (так как парафилия могла по нему диагностироваться только при наличии страданий её носителя или вреда другим) и МКБ-10, и явно в DSM-IV, но не было термина для обозначения непатологичного необычного сексуального интереса. Отличал необычный сексуальный интерес от патологичного польский сексолог Казимеж Имелинский. Он рассматривал сексуальный интерес как патологию, когда не удаётся его гармоничная интеграция в жизнь человека.
Российский сексолог Михаил Бейлькин считает, что отличительная черта здорового сексуального интереса — это способность любить. Подобное упоминание о реципрокной нежной сексуальной связи («любви») есть и в DSM-III-R, DSM-IV, DSM-IV-TR в контексте описания сексуальной патологии (сексуально патологичные люди на такую связь не способны), а также в национальном руководстве по психиатрии (сексолог Ткаченко в нём отметил, что парафиликам свойственно отсутствие эмпатии, деперсонификация).
Сексолог Моузер отметил, что неясно, что такое вообще «реципрокная нежная сексуальная связь», а также выразил мнение, что представление о ней, патологизирующее большую часть сексуальной истории человечества, основано на плохом романтическом романе (англ. bad romance novel). Канадский психолог Вернон Куинзи (англ. Vernon Quinsey) отметил, что мужская репродуктивная стратегия, выработанная эволюцией, нацелена на то, чтобы оставить как можно больше потомства от разных женщин, а, значит, раптофилия (изнасилование женщин без всякой реципрокной нежной связи с ними) с ней согласуется. Российский сексолог Алексей Перехов считает, что граница между необычным сексуальным интересом и сексуальной патологией — это формирование зависимости. Например, если человеку нравится садомазохизм, то это не расстройство, но если у него сформировалась зависимость от него, то это уже патология. Такой подход Алексея Перехова не удивителен, учитывая, что он — ученик Александра Бухановского, который рассматривал парафилии как частный случай нехимической болезни зависимого поведения.

## Психиатрические классификации парафилий

### Современность
Основные группы парафилий описываются в американском Диагностическом и статистическом руководстве по психическим расстройствам пятого издания (DSM-5, 2013) и в Международной классификации болезней десятого (МКБ-10) и одиннадцатого пересмотра (МКБ-11 версии 2018 года).
В DSM-5, использующемся психиатрами и сексопатологами в США по настоящее время, выделяются следующие парафилические расстройства:

- 302.82 (F65.3): вуайеристическое расстройство (англ. voyeuristic disorder).
- 302.4 (F65.2): эксгибиционистское расстройство (англ. exhibitionistic disorder).
- 302.89 (F65.81): фроттеристское расстройство (англ. frotteuristic disorder).
- 302.83 (F65.51): мазохистическое сексуальное расстройство (англ. sexual masochism disorder).
- 302.84 (F65.52): садистическое сексуальное расстройство (англ. sexual sadism disorder).
- 302.2 (F65.4): педофильное расстройство (англ. pedophilic disorder).
- 302.81 (F65.0): фетишистское расстройство (англ. fetishistic disorder).
- 302.3 (F65.1): трансвестское расстройство (англ. transvestic disorder).
  - 302.3 (F65.1): трансвестское расстройство с фетишизмом (англ. …with fetishism, при сексуальном возбуждении от тканей, материалов или одежды).
  - 302.3 (F65.1): трансвестское расстройство с аутогинефилией (англ. …with autogynephilia, при сексуальном возбуждении от представления себя женщиной в фантазиях).

- 302.89 (F65.89): другое уточнённое парафилическое расстройство (англ. other specified paraphilic disorder, например телефонная скатология, некрофилия, клизмофилия, зоофилия, копрофилия, урофилия).
- 302.9 (F65.9): неуточнённое парафилическое расстройство (англ. unspecified paraphilic disorder).

В МКБ-10, в группе диагнозов F65 «расстройства сексуального предпочтения», входящей в «Класс V: психические расстройства и расстройства поведения», парафилии классифицируют следующим образом:

F65 Расстройства сексуального предпочтения, включая сексуальные девиации и парафилии
- F65.0: фетишизм — объектом полового влечения является часть тела, одежда или какой-либо иной предмет, символизирующий сексуального партнёра.
- F65.1: фетишистский трансвестизм — половое удовлетворение достигается при переодевании в одежду другого пола.
- F65.2: эксгибиционизм — половое удовлетворение достигается при демонстрации другим лицам собственного обнажённого тела (обычно ягодиц или половых органов) вне контекста сексуальных отношений.
  - F65.21: Эксгибиционизм, садистический тип — половое удовлетворение достигается при страхе (испуге) жертвы.
  - F65.22: Эксгибиционизм, мазохистический тип — половое удовлетворение достигается при агрессивной реакции жертвы.

- F65.3: вуайеризм — влечение к подглядыванию за половым актом, обнажёнными или частично обнажёнными объектами сексуальных предпочтений.
- F65.4: педофилия — половое влечение к детям допубертатного или раннепубертатного возраста.
- F65.5: садомазохизм (включая садизм и мазохизм) — желание совершать действия, причиняющие боль, являющиеся унижающими, показывающие подчинённое положение человека, на которого направлены, либо быть объектом таких действий.
- F65.6: множественные расстройства сексуального предпочтения — комбинация нескольких парафилий, ни одну из которых нельзя признать основной. Чаще всего комбинируются фетишизм, трансвестизм и садомазохизм.
- F65.8: другие расстройства сексуального предпочтения — все остальные расстройства сексуального предпочтения и сексуального поведения, в том числе фроттеризм (тенденция прикасаться к половым органам других в толпе или общественном транспорте), некрофилия, зоофилия, гипоксифилия (использование аноксии и странгуляционной асфиксии для усиления сексуального возбуждения), телефонная скатология (тенденция к родственным вуайеризму разговорам на сексуальную тему по телефону) и другие.
- F65.9: неуточнённые расстройства сексуальных предпочтений — сексуальные девиации без дополнительного уточнения спецификации.

В Международной классификации болезней одиннадцатого пересмотра:

- 6D30: эксгибиционистское расстройство;
- 6D31: вуайеристическое расстройство;
- 6D32: педофильное расстройство;
- 6D33: насильственное сексуальное садистическое расстройство (англ. coercive sexual sadism disorder) — сексуальный садизм с доставлением физических или психологических страданий партнёру, который не давал согласие на это; добровольные садистические практики исключают диагноз и не относятся к парафилиям.
- 6D34: фроттеристское расстройство;
- 6D35: другое парафилическое расстройство с вовлечением несогласных лиц;
- 6D36: парафилическое расстройство с одиночным поведением или с согласия включённых лиц;
- 6D3Z: парафилическое расстройство, неуточнённое.

Таким образом, в классификации МКБ-11 фетишизм и фетишистский трансвестизм упразднены, а садомазохизм заменён на насильственное сексуальное садистическое расстройство. БДСМ-практики в рамках принципа «SSC» (аббревиатура от английских слов safe, sane, consensual) исключают диагноз данной парафилии.

### Предшествующие классификации
Во втором издании Диагностического и статистического руководства по психическим расстройствам (DSM-II, 1968), разрабатываемом Американской психиатрической ассоциацией (АПА), перечислялись следующие сексуальные девиации (англ. sexual deviations): гомосексуальность, фетишизм, педофилия, трансвестизм, эксгибиоционизм, вуайеризм, садизм, мазохизм. В DSM-III (1980) «сексуальные девиации» стали именоваться парафилиями, в классификацию была добавлена зоофилия, гомосексуальность исключена, а садизм и мазохизм были переименованы в сексуальный садизм и сексуальный мазохизм. В DSM-III-R добавлен фроттеризм, а трансвестизм заменён на фетишистский трансвестизм.

## Классификация парафилий Збигнева
Существует множество других вариантов классификации парафилий. Польский сексолог Збигнев Лев-Старович, например, классифицировал парафилии по объекту сексуального влечения (фетишизм, педофилия, зоофилия и др.), по способу достижения сексуального удовлетворения (садомазохизм, эксгибиционизм и др.), а помимо этого также выделял «сложные сексуальные девиации», «нетипичные сексуальные отклонения» (в число которых, например, включались гомосексуальность, инцест и проституция) и «нарушения половой аутоидентификации» (транссексуальность).

## Диагностика парафилий (парафилических расстройств)
В литературе называются следующие критерии, при наличии которых сексуальная девиация признаётся заболеванием, нуждающимся в лечении:
- Неоднократное повторение девиантных сексуальных переживаний в течение минимум 6 месяцев.
- Совершение девиантных действий или наличие девиантных фантазий причиняет больному страдания, наносит ущерб его социальному благополучию (увольнение с работы, наказание за совершение антиобщественных поступков).
- Отсутствуют признаки иных психических расстройств.
- Первопричиной отклонений не является злоупотребление алкоголем или наркотиками.
- Совершение отклоняющихся действий в условиях утраты контроля над собственным поведением, несмотря на возможные неблагоприятные последствия.

В случае, если подобные признаки отсутствуют, диагноз «парафилия» не ставится; отклонение сексуального поведения от социальной нормы признаётся не требующим медицинского вмешательства, если оно не причиняет вреда социальному благополучию субъекта.
Общие диагностические критерии расстройств сексуального предпочтения МКБ-10,к которым относится следующий набор диагностических признаков:
- G1. Индивидууму свойственны периодически возникающие сексуальные влечения и фантазии, включающие необычные предметы или поступки.
- G2. Индивидуум или поступает в соответствии с этими влечениями или испытывает из-за них значительный дистресс.
- G3. Это предпочтение наблюдается минимум 6 месяцев.

В МКБ-11 парафилические расстройства характеризуются стойкими и выраженными паттернами атипичного сексуального возбуждения, которые проявляются мыслями, фантазиями, побуждениями или действиями сексуального характера, в отношении других лиц, не желающих или по своему возрасту или состоянию не способных дать своё согласие. Человек совершал конкретные действия в соответствии с данным паттерном или испытывает существенный дистресс в связи с ним. Парафилические расстройства могут также включать поведение без вовлечения других лиц или по обоюдному согласию, при этом паттерны сексуального возбуждения связаны либо с существенным дистрессом, который не относится к переживанию по поводу отказа или страху отказа со стороны вовлеченного лица, либо со значительным риском травматизации или смерти.
Совершение девиантных сексуальных действий также может быть связано с наличием психических расстройств. Нередко неадекватные сексуальные действия сочетаются с эпилептическими припадками, зависимым поведением (клептоманией, пироманией), наблюдаются у субъектов с органическим поражением головного мозга. В этих случаях ставится диагноз, соответствующий основному заболеванию, исходя из характера которого и осуществляется лечение. Некоторые парафилии из группы экскрементофилий (урофилия, копрофилия), а также осфрезиофилия (патологический сексуальный интерес к запахам тела) не появляются в качестве первичного диагноза, а в подавляющем большинстве случаев сопровождают другие психические расстройства. Эгодистоническая половая ориентация и транссексуальность же наоборот, практически никогда не сопровождаются парафилиями.

## Происхождение парафилий
В литературе есть данные о начале проявления парафилий в детском возрасте, как правило, до 10 лет (обычно в виде фантазий, а не явных поведенческих актов). Но и начало проявления гетеросексуальности и гомосексуальности тоже, как правило, раннее (до 10 лет) и, скорее, связано не с повышением секреции андрогенов гонадами в пубертате, а корой надпочечников до пубертата (адренархе).
Причины же парафилий остаются неясными, но есть много данных в пользу нейробиологических причин, особенно для педофилии. Популярны ещё и психосоциальные теории, например теория Джона Мани о карте любви. Американский сексолог в семидесятых и восьмидесятых годах двадцатого века активно пропагандировал свою теорию, согласно которой сексуальный интерес и даже гендерная идентичность формируются, главным образом, под воздействием психосоциальных факторов. Под влиянием этой теории произошёл случай Дэвида Реймера. Немецкий сексолог Клаус Байер (нем. Klaus Beier) заявил, что формирование сексуальных предпочтений — это сложный биопсихосоциальный процесс.
Георгий Васильченко связывал парафилии с нарушением психосексуального развития, представляющим собой непрерывный процесс, состоящий из трёх этапов: становление половой идентичности, половой роли и психосексуальной ориентации. Нарушение (дизонтогенез) психосексуального развития может заключаться в его ретардации либо в преждевременности; если соматосексуальное развитие протекает нормально в указанных двух случаях, то имеет место дисгармония (асинхрония) развития. Устойчивые парафилии по Васильченко формируются при дисгармонии соматосексуального и психосексуального развития с опережением последнего. В этом случае они начинают проявляться в детском возрасте, сливаются с ядром личности и практически не поддаются терапевтической коррекции. Церебральной предиспозицией для такой особенности развития является низкий порог сексуальной возбудимости, который делает возможной раннюю сексуализацию поведения.
Георгий Введенский с соавторами провели сравнение особенностей психосексуального развития трёх групп: парафиликов, лиц с аномальным сексуальным поведением без парафилий и группы нормы. Выяснилось, что, действительно, у парафиликов чаще встречалась дисгармония развития с опережением психосексуального развития, чем в группе нормы, в которой чаще встречалась дисгармония с задержкой психосексуального развития. При этом в группе парафиликов и у лиц с аномальным сексуальным поведением без парафилий преобладало не опережение, а тотальная ретардация как психосексуального, так и соматосексуального развития.
Андрей Ткаченко с соавторами попытались связать ретардацию соматосексуального развития, которая наблюдалась у большинства исследуемых парафиликов, с особенностями протекания их нейропсихических процессов (снижение пластичности) и чертами личности (повышенная эмоционально-отрицательная реактивность, пониженная мотивация к достижению социально ободряемых целей), которые могут способствовать формированию стереотипных схем реализации аномального полового влечения. Российские учёные предположили, что ретардация соматосексуального развития может затянуть процесс элиминации синапсов в коре головного мозга, а также замедлить рост левого полушария и привести к компенсаторному росту правого, что вызовет соответствующие особенности ЭЭГ, зафиксированные у парафиликов: повышение межполушарной когерентности ЭЭГ во всех диапазонах в височных и париетальных областях, а также гипоактивация левого полушария (у лиц с педофилией и эксгибиционизмом) и гиперактивация правого (у садистов). Последняя особенность может быть связана с вышеобозначенными чертами личности парафиликов, а первая — с уменьшением пластичности нейропсихических процессов. У лиц с парафилиями на ЭЭГ, кроме вышеперечисленных особенностей, была зафиксирована гиперактивация лобно-центральных регионов головного мозга, что было связно с дисфункциональными изменениями в системе «базальные ганглии-лобные доли». Данная особенность может создавать условия для реализации сексуальной активности в виде автоматизированных навязчивых действий. Авторами исследования предполагается, что она вызвана сочетанием определённых вариантов раннего органического поражения головного мозга с индивидуальной генетической предрасположенностью. Таким образом, раннее органическое поражение головного мозга в сочетании с ретардацией соматосексуального развития (возможно, что эта ретардация вызвана органическим поражением мозга) могут вызвать выявленные нейрофизиологические сдвиги, которые, в свою очередь, могут обусловить формирование стереотипных компульсивных схем реализации аномального полового влечения. Но эти нейрофизиологические особенности не объясняют становление самой парафилии. Ткаченко с соавторами отметили важность для их формирования психосоциальных факторов и патологии подкорковых структур мозга — гипоталамуса, миндалевидного тела. Однако по данному исследованию сделать вывод о патологии этих структур нельзя.
Альтернативное объяснение формирования стереотипных компульсивных схем реализации аномального полового влечения предложено Георгием Крыжановским и развито Александром Бухановским. По их теории у парафиликов постепенно развивается патологическая система, ядром которой является генератор патологически усиленного возбуждения (ГПУВ) — агрегат спонтанно активирующихся гиперреактивных нейронов. С течением времени патологическая система прогрессирует, что будет проявляться в виде социальной дезадаптации человека, дезактуализации сфер жизни, не связанных с половой. Бухановский с соавторами, отвечая на вопрос, почему далеко не у всех парафиликов наблюдается такая клиническая картина, отметили, что в этом случае в мозге возник изолированный ГПУВ малой мощности, который лишь определил наличие особенных половых потребностей (фетишизм, садомазохизм), но не вызвал болезнь зависимого поведения, так как личность не утратила контроль над ними. Таким образом, эта теория хорошо объясняет динамику развития зависимости человека от парафилии, формирование стереотипных схем реализации парафильных побуждений, но она не объясняет, почему у человека возникло то или иное сексуальное предпочтение.

### Нейрофеноменологическая модель сексуального возбуждения

Нейрофеноменологическая модель сексуального возбуждения

Результаты современных исследований парафилий с использованием средств нейровизуализации часто интерпретируются на основании нейрофеноменологической модели сексуального возбуждения. Согласно этой модели, основанной на нейрофизиологических исследованиях обработки визуального полового стимула мозгом здоровых мужчин, выделяют четыре основных компонента этого процесса: 1) когнитивный, 2) мотивационный, 3) эмоциональный, 4) вегетативный. Были определены части мозга, ответственные за соответствующие компоненты обработки визуального полового стимула, а также структуры, ингибирующие этот процесс.
Когнитивный компонент полового возбуждения связан с распознаванием визуального стимула как полового, фокусированием внимания на этом стимуле и воображением о двигательной активности с ним. Распознавание визуального полового стимула обеспечивают правая латеральная орбитофронтальная кора, нижняя височная извилина. Активность же верхней и нижней теменных долек связана с фокусированием внимания на этот стимул. За воображение о двигательной активности с ним ответственны нижняя теменная долька, мозжечок, премоторная вентральная кора, дополнительная моторная кора.
Эмоциональный компонент полового возбуждения связан с его субъективным гедонистическим переживанием. Его обеспечивают вторичная и первичная соматосенсорная кора, миндалина, задняя островковая доля.
Мотивационный компонент полового возбуждения ответственен за побуждение к действию с половым стимулом. Его обеспечивают гипоталамус, чёрная субстанция, вентральный стриатум, передняя поясная извилина, задняя теменная кора, клауструм.
Вегетативный компонент полового возбуждения связан с подготовкой организма к половой активности: возрастанием уровня напряжения мышц, учащением частоты сердечного ритма и дыхания, приливом крови к половому органу (эрекция) и т. д. Его обеспечивают гипоталамус, передняя поясная извилина, передняя островковая доля, скорлупа.
Левая латеральная орбитофронтальная кора, латеральная височная кора подавляют инициацию обработки визуального полового стимула. Благодаря деятельности этих структур мозга возможно ингибирование инициации половой активности в неподходящей для этого ситуации (в общественных местах). Деятельность же медиальной орбитофронтальной коры обеспечивает уменьшение привлекательности полового стимула. Хвостатое ядро, передняя поясная извилина обуславливают отказ от уже начатой половой активности, то есть ситуационно-обусловленное «переключение» с половой активности на другую.
Есть единичные отчёты о том, что у людей появлялось аномальное сексуальное поведение из-за опухоли лобной доли мозга, лобно-височной деменции, перенесённого инсульта. Эти данные адекватно объясняются нейрофеноменологической моделью, учитывая то, что по этим отчётам у пациентов преимущественно были поражены структуры мозга, которые в рамках рассматриваемой модели ответственны за ингибирование процесса обработки полового стимула. Таким образом, интерпретируя данные этих отчётов на основании нейрофеноменологической модели, можно заключить, что упомянутые в них поражения мозга «растормозили» уже имеющиеся парафилии, которые были у пациентов в латентной форме, а не изменили сексуальные предпочтения.
Есть нейроанатомические, нейрофизиологические исследования парафилий, результаты которых были интерпретированы на основании нейрофеноменологической модели. Например, Борис Шиффер показал, что у гетеросексуальных педофилов, в отличие от здоровых лиц, при сексуальном возбуждении не наблюдается активность в орбитофронтальной коре. Эти данные были им интерпретированы как нарушение когнитивной стадии сексуального возбуждения. Другие авторы отмечают нарушения эмоционального компонента на основании исследований, выявивших дисфункциональные сдвиги в миндалине при педофилии. На 2014 год два нейроанатомических исследования выявили аномалии в структурах миндалевидного комплекса у педофилов. Джеймс Кантор с соавторами предположили, что проблема в случае парафилий не в каком-то одном или нескольких компонентах процесса обработки сексуального стимула и соответствующих структурах мозга, а в аномальной структуре связей между ними. Интересно, что подобные гипотезы выдвигаются и в отношении других психических расстройств: есть предположения, что расстройства аутистического спектра связаны с аномальными структурными и функциональными связями между различными мозговыми областями (особенно между частями мозга, ответственными за обработку социальных стимулов). Любопытно также то, что среди людей с расстройством аутистического спектра распространённость парафилий повышенная.
Несмотря на современные средства нейровизуализации, однотипные протоколы обработки данных (воксел-ориентированная морфометрия), результаты исследований парафилий очень гетерогенны, что делает сложной однозначную интерпретацию накопленного массива данных на основании нейрофеноменологической модели. Авторы обзора исследований парафилий на 2014 год констатировали, что исследования в этой области находятся в зачаточном состоянии, отметили методологические ошибки авторов исследований (небольшие основные и контрольные группы, неразличение парафиликов от сексуальных преступников, смешивание парафиликов разной сексуальной ориентации в одной группе, например гетеросексуальных и гомосексуальных педофилов), подвергли критики традиционные протоколы обработки данных, используемые в фМРТ-исследованиях, а также предложили пути преодоления обозначенных проблем для будущих исследований.

### Парафилии и гомосексуальность
Существуют эмпирические данные, указывающие на то, что ядерная гомосексуальность связана с нарушением психосексуального онтогенеза, начиная с этапа формирования половой идентичности, из-за сбоя половой дифференцировки мозга в период пренатального или неонатального развития. Но сексолог Андрей Ткаченко в «Аномальном сексуальном поведении» высказал идею, что все сексуальные аномалии (и гомосексуальность, и парафилии) связаны с нарушением дефеминизации и маскулинизации мозга.
Однако Джеймс М. Кантор в сравнительном анализе гомосексуальности и парафилий, проведённом в 2012 году на основании данных эмпирических исследований этих двух явлений, показал, что, вероятно, у гомосексуальности и парафилий разная этиология (Кантор также допустил возможность, что и у каждой парафилии своя этиология):
| Характеристика                                         | Гомосексуальность | Парафилии |
| ------------------------------------------------------ | --- | --- |
| Распространенность                                     | 2—4 % | Неизвестно |
| Гендерные различия в эпидемиологии                     | 2:1 (мужчин-гомосексуалов в два раза больше) | >1000:1 (гораздо чаще встречается у мужчин) |
| Начало проявления                                      | Детство | Детство |
| Устойчивость                                           | Длится всю жизнь | Длится всю жизнь |
| Эффект порядка рождения                                | Справедлив | Справедлив только для гомосексуальной педофилии |
| Рост                                                   | Ниже среднего | Ниже среднего для педофилии; средний для аутогинефилии; неизвестный для остальных |
| Рукость                                                | Вероятность того, что гомосексуал неправша (левша или амбидекстр) выше на 30 % средней вероятности для популяции                                    | Вероятность того, что педофил неправша выше на 200 %; неизвестна для остальных |
| IQ                                                     | Выше среднего (но выборка в исследованиях может быть смещённой)                                                                                     | Ниже среднего для педофилии, но в пределах нормы; неизвестно для остальных |
| Нейропсихологический профиль                           | Женский | Общий умеренный нейродефицит для педофилии; неизвестно для остальных |
| Нейроанатомические корреляции (структуры гипоталамуса) | Уменьшенный третий межтканевой нуклеус передней части гипоталамуса (INAH 3), увеличенное супрахиазматическое ядро по сравнению с обычными мужчинами | Уменьшенное ядро ложа концевой полоски для педофилии; уменьшенное ядро ложа концевой полоски для аутогинефилии; неизвестно для остальных                                                                  |
| Нейроанатомические корреляции (кора больших полушарий) | Размеры левого полушария и правого одинаковы, как у женщин                                                                                          | Наблюдается асимметрия (правое полушарие больше), увеличенное количество серого вещества в правой островковой доле, верхней лобной извилине, угловой извилине для аутогинефилии; неизвестно для остальных |
| Нейроанатомические корреляции (белое вещество)         | Больше белого вещества в комиссуриальных волокнах (мозолистое тело, передняя комиссура), как у женщин                                               | Недостаток белого вещества в верхнем затылочно-лобном пучке волокон и правом дугообразном пучке волокон для педофилии; неизвестно для остальных                                                           |

Такие данные, как рост, IQ, процент левшей, хотя на первый взгляд несущественны, очень важны. Например, повышенная распространённость левшей среди педофилов указывает на то, что уже в утробе их мозг подвергался различным вредным воздействиям, так как в большинстве случаев при благоприятных условиях, за исключением генетически обусловленного левшества, человек рождается правшой, но когда поражается мозг, может происходить перераспределение локализации мозговых функций для их компенсации, в том числе и моторных. Известна также отрицательная корреляция роста с вероятностью развития различных болезней, в том числе и психических. Это связано с тем, что низкий рост может свидетельствовать о неблагоприятности условий пренатального и раннего постнатального онтогенеза, так как он обусловлен не только генами, но и влиянием среды (например, рост меньше у тех людей, чьи матери курили во время беременности). IQ грубо можно рассматривать как интегральный показатель здоровья мозга, также как артериальное давление интегральным показателем кровотока. Тот факт, что у педофилов IQ ниже среднего, но в пределах нормы, говорит о том, что их мозг мог подвергаться различным вредным воздействиям, но в целом нарушения были хорошо компенсированы.
Нейропсихологический профиль даёт более точную информацию о работе мозга. Частично женский нейропсихологический профиль гомосексуалов говорит о том, что они хуже обычных мужчин, как и женщины, справляются с заданиями, которые связаны с пространственной ориентировкой, координацией и точностью движений, математическими рассуждениями, но лучше их справляются, как и женщины, с заданиями, которые требуют хороших речевых способностей, тонких инструментальных движений кистей рук и способностей, связанных с идентификацией сходных предметов. Педофилы же справляются со всеми заданиями немного хуже обычных мужчин, то есть имеет место общий умеренный нейродефицит. Нейропсихологических исследований других парафилий мало. Нейроанатомические исследования дают непосредственную информацию о структуре мозга, и они показывают, что гомосексуальность, действительно, может быть связана с нарушением половой дифференцировки мозга, но не парафилией; по крайней мере, данных, убедительно доказывающих это, пока нет.

## Распространённость парафилий
В человеческой популяции по-разному оценивается различными исследователями. Оценка распространённости тех или иных психологических феноменов очень сильно варьирует, в зависимости от охваченной исследованием группы, её социальных и национальных особенностей, а также от методики обследования, структуры опросного листа и т. д.

## Сексуальные отклонения и общество

### Отношение религии к парафилиям
Многие религии считают девиации большим грехом, воспринимая их как разврат, извращение, неестественное для человека поведение. В Средние века людей, страдающих девиациями, нередко отправляли на сожжение вместе с партнёром (в том числе и животным), с которым был совершён акт извращения.